# متیل دی هیدرومورفین
متیل دی هیدرومورفین (انگلیسی: Methyldihydromorphine) نوعی اوپیوئید نیمه‌صناعی است و دارای خاصیت تسکین دهنده درد است.